# James Scott-Hopkins
James Scott-Hopkins (ur. 29 listopada 1921 w Londynie, zm. 11 marca 1995 w Westminsterze) – brytyjski polityk, deputowany do Izby Gmin, poseł do Parlamentu Europejskiego. Posiadał tytuł honorowy sir.

## Życiorys
Kształcił się w Eton College, New College w ramach Uniwersytetu Oksfordzkiego i Emmanuel College na University of Cambridge. W 1939 dołączył do British Army, służył w King's Own Yorkshire Light Infantry. Z wojska odszedł w 1950 w stopniu majora, następnie zajął się rolnictwem. Zaangażował się w działalność polityczną w ramach Partii Konserwatywnej. W latach 1959–1966 posłował do Izby Gmin z okręgu North Cornwall. Powrócił do niższej izby brytyjskiego parlamentu w 1967 w wyniku wyborów uzupełniających w okręgu West Derbyshire, który reprezentował do 1979. Od 1962 do 1964 pełnił funkcję parlamentarnego sekretarza w resorcie rolnictwa.
Od 1972 wchodził w skład Parlamentu Europejskiego, od 1976 do 1979 pełnił funkcję wiceprzewodniczącego tego gremium. Po wprowadzeniu wyborów powszechnych do PE trzykrotnie (1979, 1984, 1989) z ramienia torysów uzyskiwał mandat eurodeputowanego, który wykonywał do 1994.